# Juliette ou la Clé des songes
Juliette ou la Clé des songes is een Franse dramafilm uit 1951 onder regie van Marcel Carné.

## Verhaal
Een dief zit in de gevangenis, omdat hij zijn werkgever heeft bestolen. Daar heeft hij steeds koortsdromen, waarin hij zijn vriendin wil redden uit de handen van Blauwbaard, die erg veel gelijkenissen vertoont met zijn werkgever. Wanneer zijn koorts zakt, heeft zijn werkgever de klacht ingetrokken. Hij heeft intussen echter ook zijn vriendin ingepikt.

## Rolverdeling
| Acteur               | Personage                      |
| -------------------- | ------------------------------ |
| Gérard Philipe       | Michel Grandier                |
| Suzanne Cloutier     | Juliette                       |
| Jean-Roger Caussimon | Slotheer / Mijnheer Bellanger  |
| René Génin           | Vader Lajeunesse / Griffier    |
| Roland Lesaffre      | Legioensoldaat                 |
| Gabrielle Fontan     | Banketbakker                   |
| Arthur Devère        | Souvenirverkoper               |
| Louise Fouquet       | Vriendin van de legioensoldaat |
| Martial Rèbe         | Werknemer                      |
| Marion Delbo         | Kittige huisvrouw              |
| Fernand René         | Postbode                       |
| Marcelle Arnold      | Nurkse vrouw                   |
| Max Dejean           | Politieagent                   |
| Gustave Gallet       | Notaris                        |
| Jean Besnard         | Gehandicapte                   |
| Paul Bonifas         | Kapitein van de cargo          |
| Yves Robert          | Trekharmonicaspeler            |
| Édouard Delmont      | Veldwachter                    |